# 新疆浩源
新疆浩源天然氣股份有限公司，簡稱新疆浩源天然氣股份、新疆浩源天然氣，以及新疆浩源（英語：XinJiang Haoyuan Gas Company Limited，深交所：002700），於2006年由周舉東（董事長）創立前身為「阿克苏浩源天然气有限责任公司」。
現時業務在國內經營天然气业务，招股價為21.73元人民幣，發行新股為1,833.8万股，集資額為3.98亿元人民幣，而股份則在2011年9月21日於深交所中小板上市。
總部位於新疆阿克苏市英阿瓦提路2号。

## 連結
- HYTRQ.com （页面存档备份，存于）